# Johan Falk: De 107 patrioterna
Johan Falk: De 107 patrioterna, es una película de acción estrenada el 10 de octubre de 2012 dirigida por Anders Nilsson. La película es la decimoprimera entrega de la franquicia y forma parte de las películas de Johan Falk.

## Sinopsis
En un parque en la ciudad de Gotemburgo se inicia un tiroteo entre dos bandas rivales, el conflicto se intensifica cuando el grupo de investigaciones especiales "GSI" es llamado. Cuando una nueva banda comienza a tener más poder en el mundo de criminales de Suecia, se le pide a Johan Falk y al "GSI" identificarlos, sin embargo la única pista que tienen es un tatuaje.

## Personajes

### Personajes principales
| Actor               | Personaje        | Ocupación                |
| ------------------- | ---------------- | ------------------------ |
| Jakob Eklund        | Johan Falk       | Oficial de la Unidad GSI |
| Joel Kinnaman       | Frank Wagner     | Informante / Infiltrado  |
| Jens Hultén         | Seth Rydell      | Gánster                  |
| Anastasios Soulis   | Felix Rydell     | -                        |
| Meliz Karlge        | Sophie Nordh     | Oficial de la Unidad GSI |
| Mårten Svedberg     | Vidar Pettersson | Oficial de la Unidad GSI |
| Mikael Tornving     | Patrik Agrell    | Jefe de la Unidad GSI    |
| Alexander Karim     | Niklas Saxlid    | Oficial de la Unidad GSI |
| Zeljko Santrac      | Matte            | Oficial de la Unidad GSI |
| André Sjöberg       | Dick Jörgensen   | Oficial de la Unidad GSI |
| Marie Richardson    | Helén Andersson  | -                        |
| Eric Ericson        | Dan Hammar       | -                        |
| Ruth Vega Fernandez | Marie Lindell    | -                        |

### Personajes secundarios
| Actor                        | Personaje           | Ocupación                                   |
| ---------------------------- | ------------------- | ------------------------------------------- |
| Christian Brandin            | Conny Lloyd         | Gánster / Miembro de la Banda de Seth       |
| Anders Gustavsson            | Victor Eriksen      | Gánster / Miembro de la Banda de Seth       |
| Roy Hansson                  | Kenneth Alm         | Gánster / Miembro de la Banda de Seth       |
| Erik Lundin                  | Macke G:sson        | Gánster / Miembro de la Banda de Seth       |
| Shebly Niavarani             | Avram Khan          | -                                           |
| Tove Wiréen                  | Gina                | -                                           |
| Gustav Ekman Mellbin         | Valter              | Criminal / Miembro de la Banda de Hammar    |
| Anders Nordahl               | Jarmo Lindqvist     | Criminal / Miembro de la Banda de Hammar    |
| David Inghamn                | Pelle Jomsvik       | Criminal / Miembro de la Banda de Hammar    |
| Michael Jansson              | Gillis              | Criminal / Miembro de la Banda de Hammar    |
| John Lalér                   | Frederick Antonsson | Criminal / Miembro de la Banda de Hammar    |
| Victor Trägårdh              | Harald              |                                             |
| Jessica Zandén               | Eva Ståhlgren       | Jefa del Condado de Crimea                  |
| Hanna Ullerstam              | Ann-Louise Rojas    | -                                           |
| Thomas Nilsson               | Lill-Gnistan        | -                                           |
| Helena Eliasson              | Annika              | -                                           |
| Alexandra Zetterberg         | Lena Törnell        | Policía del Condado                         |
| Amanual Meharj               | Ike Zabangida       | -                                           |
| Yohanes Tesfay               | Jim Zabangida       | -                                           |
| Senay Solomon Gebrezegabhier | "Eken" Ekaian       | Criminal / Miembro de la Banda de Zabangida |
| Israel Selomon Haile         | Hussein             | Criminal / Miembro de la Banda de Zabangida |
| Carlos Paulsson              | Johnny Ahmad        | Criminal / Miembro de la Banda de Zabangida |
| Esrael Meneesha              | Moje Haddid         | Criminal / Miembro de la Banda de Zabangida |
| Kechen Berhane               | Lizzie Haddid       | Criminal / Miembro de la Banda de Zabangida |
| Marcus Standoft              | Rachid              | Criminal / Miembro de la Banda de Zabangida |
| Alem Berhane                 | Kamal               | Criminal / Miembro de la Banda de Zabangida |
| Yodit Abraham Kidane         | Aisha               | Criminal / Miembro de la Banda de Zabangida |
| Nicole Marouki               | Sara Nordh          | Hija de Sophie                              |
| Loana Masic                  | Emelie Nordh        | Hija de Sophie                              |
| Åsa Fång                     | Nadja Agrell        | Esposa de Patrick                           |
| Dennis Alvdén                | Robin Agrell        | Hijo de Patrick                             |
| Tom Lidgard                  | Max Agrell          | Hijo de Patrick                             |
| Emma Jenséus                 | Signe Agrell        | Hija de Patrick                             |
| Moses Hedendahl              | Kalle Wagner        | Hijo de Frank y Marie                       |
| Isidor Alcaide Backlund      | Ola Falk            | Hijo de Johan                               |
| Jonas Bane                   | Bill                | Novio de Nina                               |
| Johan Hedenberg              | Örjan Bohlin        | Empresario                                  |
| Karin Bertling               | Karin               | Madre de Helén                              |
| Lilly Nilsson                | Sissa               | Hija de Hammar                              |
| Daniel Baoi                  | Kush Bogdani        | -                                           |
| Oskar Puente                 | Gjok Barduli        | Criminal / Miembro de la Banda de Kush      |
| Barry Sorian                 | Loran Barduli       | Criminal / Miembro de la Banda de Kush      |
| Malte Ellersten              | -                   | Presidente del Tribunal                     |
| Ulla Svedin                  | -                   | Fiscal                                      |
| Alexandra Drotz Ruhn         | Ingela              | -                                           |
| Elisabeth Göransson          | Berit               | -                                           |
| Miriam Acuna Tai             | -                   | Jefe de la Empresa de Limpieza              |
| Raul Lara                    | -                   | Mecánico                                    |
| Erik Åkerlind                | Portiern            | -                                           |
| Gert Johnsson                | -                   | Secuestrador                                |
| Katarina Nyberg              | -                   | Detective Forense                           |
| Johan Alenäs                 | -                   | Entrenador de Fútbol                        |

## Producción
La película fue dirigida por Anders Nilsson, escrita por Nilsson y Joakim Hansson.
Producida por Joakim Hansson, con la participación de los ejecutivos Jessica Ask, Klaus Bassiner, Calle Jansson, Nina Lenze y Åsa Sjöberg. 
La edición estuvo a cargo de Darek Hodor.
La música estuvo bajo el cargo de Bengt Nilsson, mientras que la cinematografía en manos de Andreas Wessberg.
Filmada en Estocolmo, Condado de Estocolmo; en Gotemburgo y en Björkö, Västra Götaland, en Suecia.
La película fue estrenada el 10 de octubre de 2012 en con una duración de 1 hora con 32 minutos en Suecia.	
La película contó con el apoyo de la compañía productora "Strix Drama". 
En el 2012 la película fue distribuida por "Nordisk Film" en Suecia por DVD y en el 2013 por "Red Arrow International" en todo el mundo y por todos los medios de comunicación.

### Emisión en otros países
| País     | Título                                         | Fecha de Estreno         |
| -------- | ---------------------------------------------- | ------------------------ |
| Alemania | GSI - Spezialeinheit Göteborg: Rache der Löwen | 21 de septiembre de 2012 |
| Hungría  | Johan Falk: Bandaháború                        | -                        |